# Wzgórza Rogówki

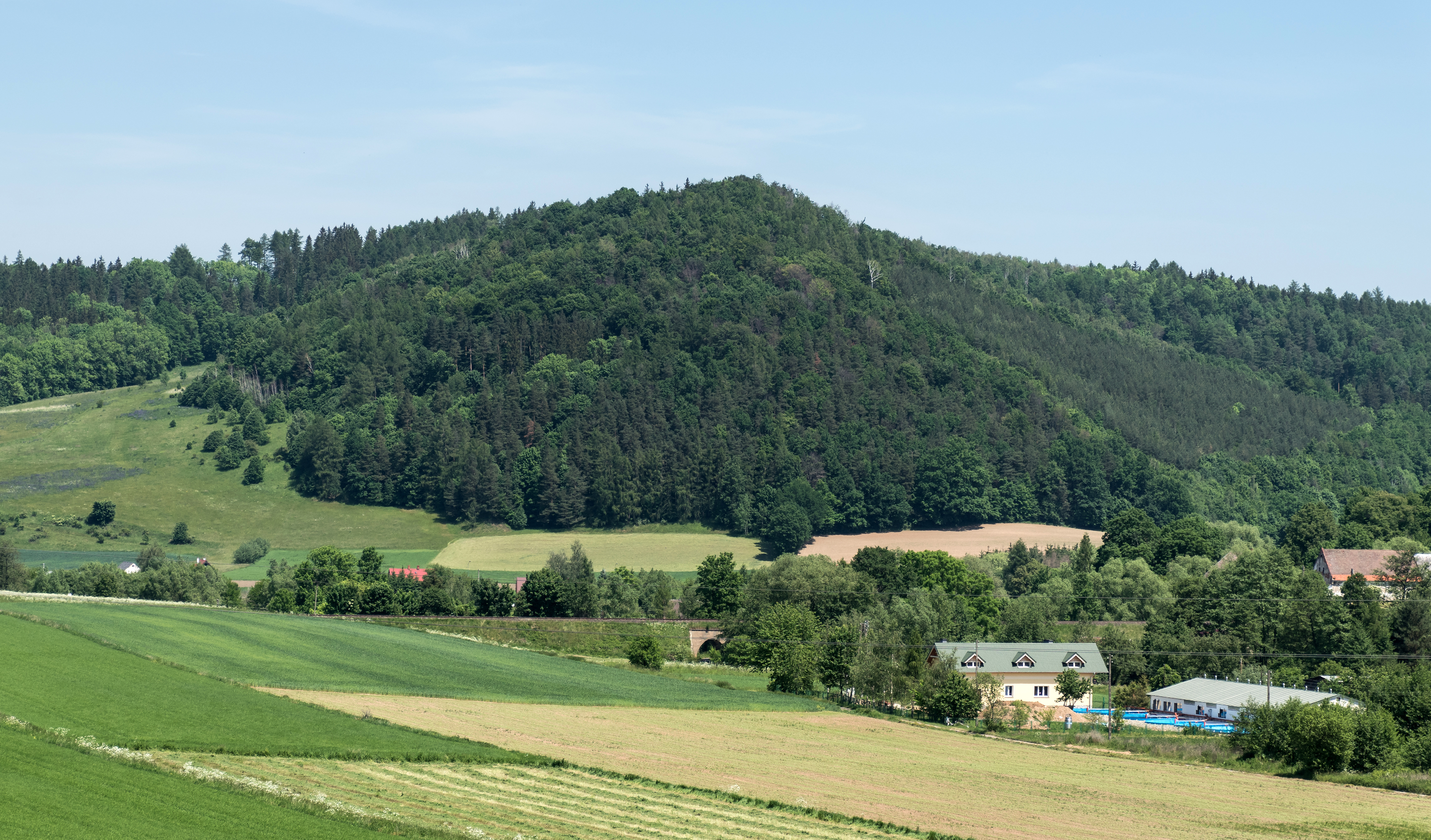
Sośnina we Wzgórzach Rogówki

Wzgórza Rogówki – pasmo górskie w Sudetach Wschodnich, w południowo-zachodniej Polsce, w województwie dolnośląskim.

## Położenie
Wzgórza Rogówki położone są w Sudetach Wschodnich, w zachodniej części mezoregionu Góry Złote (do którego zostały włączone w 2018), między właściwymi Górami Złotymi na wschodzie, Krowiarkami na południu, Górami Bardzkimi na północy, a Kotliną Kłodzką na zachodzie. Pasmo wzgórz położone jest na wschód od Nysy Kłodzkiej i miejscowości Żelazno, na północ od Ołdrzychowic i około 8,8 km na południowy wschód od centrum Kłodzka.

## Opis
Wzgórza Rogówki to pasmo górskie o powierzchni ponad 30 km², złożone z kilkunastu wzniesień nieprzekraczających 660 m n.p.m., położone w dorzeczu Nysy Kłodzkiej i jej dopływów.
Pasmo ciągnie się na długości ok. 9 km, od miejscowości Droszków na wschodzie do Nysy Kłodzkiej na zachodzie. Od północy graniczy z Górami Bardzkimi, od południa z Krowiarkami, a od wschodu z Górami Złotymi, od których oddzielone są potokami Skrzynczaną i Brodkiem, od Krowiarek oddzielone są Białą Lądecką. Na zachodzie stopniowo przechodzą w Kotlinę Kłodzką.
Środkowa część wzgórz ma charakter wyraźnego grzbietu z kulminacją Sarnicy (552 m n.p.m.), od którego na północny zachód aż po Jaszkową Górną ciągnie się drugi prostopadły grzbiet wzgórz z kulminacjami Klekotki (536 m n.p.m.), Brzanki (536 m n.p.m.) i Szubienicznej (412 m n.p.m.). Zbocza Wzgórz Rogówki są niezbyt strome, a linia grzbietowa nieregularna. Najbardziej na północny wschód wysunięta jest kulminacja Stróży (507 m n.p.m.), a na zachód – Sośniny.

## Budowa geologiczna
Wzgórza Rogówki leżą w obrębie Masywu kłodzko-złotostockiego, a niewielkie fragmenty na południu i wschodzie do metamorfiku Lądka i Śnieżnika. Zbudowane są z różnych odmian granitoidów, głównie z granodiorytów amfibolowych, podrzędnie granitów, monzodiorytów i tonalitów. W obrębie granitoidów występują różnej wielkości płaty skał metamorficznych – hornfelsów, łupków hornfelsowych, gnejsów migmatycznych, które stanowią fragmenty stropu intruzji. W obrębie granitoidów występują żyły aplitów i lamprofirów oraz strefy kataklazy i mylonityzacji.
Na południu i wschodzie występują skały metamorficzne metamorfiku Lądka i Śnieżnika – gnejsy, łupki łyszczykowe, amfibolity, które zostały silnie zmienione w wyniku oddziaływania intruzji. W ten sposób powstały hornfelsy, łupki hornfelsowe, gnejsy migmatyczne, gnejsy hornfelsowe, skarny. Mało zmienione, ze względu na swój skład mineralny, pozostały kwarcyty i amfibolity występujące w rejonie Ołdrzychowic.
Zbocza wzniesień pokryte są przez kenozoiczne gliny zboczowe – efekty wietrzenia starszych skał. Niższe partie przykryte są plejstoceńskimi osadami eolicznymi – lessami. W dolinach rzek i potoków występują plejstoceńskie i holoceńskie żwiry, piaski i mady rzeczne.

## Rzeźba
Wzgórza charakteryzują się urozmaiconą rzeźbą terenu, w formie masywu, którego oś ułożona jest równoleżnikowo. Zbocza wzgórz ponacinane są dolinami rzek i potoków silnie kontrastujące krajobrazowo z górami. Najwyższe wzniesienia wzgórz nie przekraczają 660 m n.p.m.

## Krajobraz
Pasmo charakteryzuje krajobraz niskich gór z wyraźnie zaznaczonymi wzniesieniami. Zbocza ponacinane są dolinami rzek i potoków. Teren średnio zaludniony. Większość obszaru zajmują lasy, duże kompleksy leśne zachowały się tylko na trudno dostępnych wzniesieniach, dolne partie zajmują łąki i użytki rolne. Krajobraz w większości przeobrażony, pierwotny wygląd wzgórz zachowany został w środkowej najmniej zaludnionej części, gdzie zachowały się pozostałości pierwotnego krajobrazu.

## Wody
Wzgórza należą do zlewiska Morza Bałtyckiego, dorzecza Odry. Od strony południowej, zachodniej i wschodniej, zbocza wzgórz odwadniane są przez Nysę Kłodzką i Białą Lądecką oraz ich dopływy, od strony północnej przez Jaszkówkę, dopływ Nysy Kłodzkiej.

## Miejscowości
W obrębie Wzgórz Rogówki położone są następujące miejscowości lub ich części:
- Droszków, Jaszkowa Górna, Rogówek, Ołdrzychowice Kłodzkie, Żelazno.